# Berceuse (film)
Pour les articles homonymes, voir Berceuse (homonymie).
Pour plus de détails, voir Fiche technique et Distribution.
Berceuse (Kolybelnaïa, Колыбельная) est un moyen métrage documentaire de propagande soviétique réalisé par Dziga Vertov. Le film est sorti à l'automne 1937 ; cinq jours plus tard, il a été retiré de l'écran sans explication et interdit en Union soviétique.

## Synopsis
Le film commence par un générique indiquant que dans toutes les villes et tous les villages d'URSS, « les femmes libérées chantent à leurs enfants une berceuse du bonheur ». La première et la deuxième partie du film sont des fragments lyriques de la vie dans les années 1930 : des femmes qui accouchent dans un service hospitalier, des bébés dans des landaus, des enfants dans une ronde, des écoliers à leur pupitre, une jeune pianiste à côté de son professeur, des étudiants dans un studio de chorégraphie, des femmes dans les champs, dans une usine, lors d'un saut en parachute, au moment des vendanges. La chronique est accompagnée de courts commentaires de l'auteur : « Vos mains sont heureuses de travailler », « Et vous survolez le monde », etc.
La troisième partie du film comprend des séquences tournées lors d'événements officiels : Staline et d'autres dirigeants soviétiques accueillent les déléguées à la Conférence des femmes de toute l'Union ; une participante à l'événement parle à la tribune de l'importance de l'article 122 de la Constitution, qui donne aux femmes « la possibilité d'étudier, de construire et de vivre heureuses » ; une jeune pionnière fait un reportage sur les clubs fréquentés par les écoliers. Dans la dernière partie du film, des images d'actualité de la guerre civile espagnole sont juxtaposées à des images de vols d'entraînement en Union soviétique.

## Fiche technique
- Titre français : Berceuse[1]
- Titre original : Колыбельная, Kolybelnaïa
- Réalisation : Dziga Vertov
- Montage : Elisabeth Svilova
- Musique : Dmitri Pokrass et Daniil Pokrass
- Pays de production :  Union soviétique
- Société de production : Soyouzkinokhronika
- Format : Noir et blanc - 1,37:1 - Son mono - 35 mm
- Durée : 58 minutes
- Genre : film documentaire
- Dates de sortie :
  - Union soviétique : 1937

## Production
Les historiens du cinéma qui ont analysé les premières versions du scénario écrit par Dziga Vertov en 1935-1936 sont arrivés à la conclusion que l'idée originale du réalisateur était loin d'être la version finale : la première version, intitulée « Filles de deux mondes », était censée comparer le sort des femmes dans la société soviétique, pré-révolutionnaire et occidentale. Selon l'historien du cinéma Alexandre Deriabine, les notes du réalisateur étaient d'une part étonnamment extravagantes, mais ressemblaient d'autre part à un collage complexe dans lequel les conclusions de l'auteur étaient combinées avec des clichés de journaux et des extraits de chansons soviétiques : « Dès les premières pages, la simplicité de la propagande se mêle à des intonations lyriques, la nature choquante des premiers manifestes de Vertov et, probablement, les complexes subconscients de Vertov refont soudainement surface »,.

## Exploitation et censure
Le premier scénario a été rejeté « en raison de son absurdité », mais certaines de ses idées ont néanmoins été utilisées dans la version finale de Berceuse. Le thème lui-même suggère la loyauté envers le régime, et la presse prépare à l'avance le public à ce nouveau film : en particulier, le journal Izvestia rapporte à l'automne 1937 qu'à la veille du 20e anniversaire de la Révolution d'Octobre, un film racontant « le destin heureux d'une femme soviétique » sortira sur les écrans. Le film Berceuse est bien sorti en salles, mais cinq jours plus tard, toutes les séances ont été annulées sans explication. L'interdiction ne concernait que le film et non la chanson de Dmitri et Daniil Pokrass, :
« Трудно сказать, что именно не понравилось Сталину в фильме Вертова. Возможно, что это был перебор с визуальным рядом: в мельтешении женских лиц и фигур присутствие Сталина наводит на двусмысленные аналогии. Выражение «отец народа» приобретает здесь излишний буквализм — будучи фактически единственным мужским персонажем фильма (и во всяком случае — центральным персонажем), Сталин «появляется только в окружении женщин, и каждое такое появление сменяется кадром нового ребёнка — новой девочки» »
— Konstantin Bogdanov (ru)

« Il est difficile de dire ce que Staline a exactement détesté dans le film de Vertov. Il est possible qu'il en ait trop fait avec les images : dans le flot de visages et de figures féminines, la présence de Staline suggère des analogies ambiguës. L'expression "Père des peuples" prend ici un sens littéral excessif : étant pratiquement le seul personnage masculin du film (et en tout cas le personnage central), Staline "n'apparaît qu'entouré de femmes, et à chacune de ces apparitions succède le plan d'un nouvel enfant, d'une nouvelle fille" »

## Accueil critique
Malgré l'interdiction, Berceuse a retenu l'attention des historiens du cinéma de différentes époques. Ainsi, l'une des critiques détaillées du film a été publiée pendant le dégel de Khrouchtchev : l'auteur du livre Dziga Vertov (1962), N. P. Abramov, a noté que le film du réalisateur d'avant-garde était une réponse polémique au drame cinématographique Intolérance (1916) de David Griffith. Qualifiant le film de Vertov de « chanson sur une mère », Abramov a mis l'accent sur les deux premières parties du film, qu'il considère comme des « chefs-d'œuvre de montage sonore et visuel ». Les actualités officielles, concentrées dans la partie centrale, ainsi que les derniers épisodes semblent moins réussis aux yeux du critique : ils « ne font que répéter ce qui a déjà été utilisé dans Trois Chants sur Lénine ».